# Rue Théodore-Deck
La rue Théodore-Deck est une rue du 15e arrondissement de Paris.

## Situation et accès
Cette rue est accessible par la rue du Clos Feuquières et la rue Saint-Lambert. 

## Origine du nom

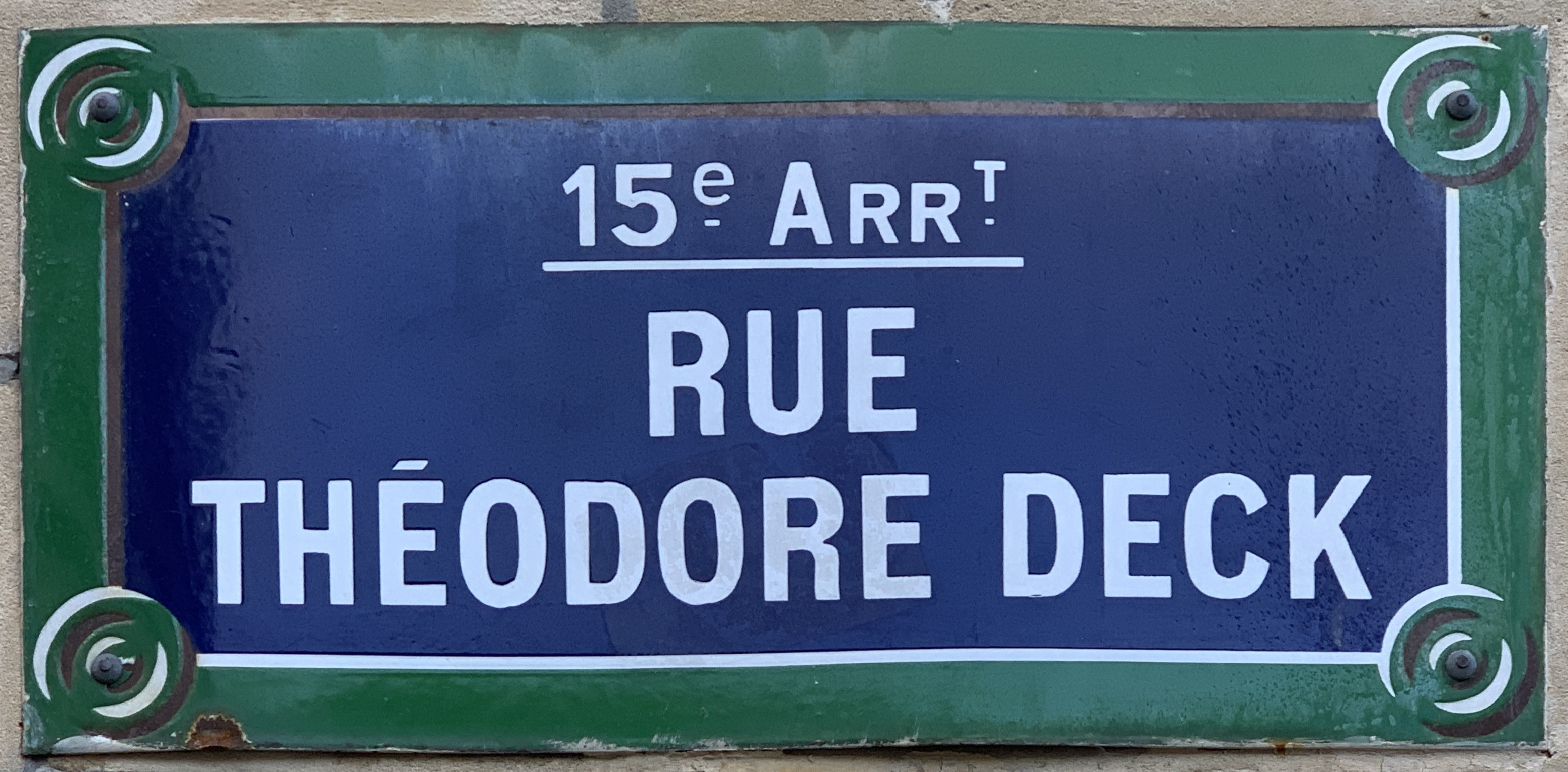
Plaque de la rue.

Elle porte le nom du céramiste, administrateur de la Manufacture nationale de Sèvres, Théodore Deck (1823-1891).

## Historique
Cette rue est ouverte et prend sa dénomination actuelle en 1893, entre la rue Saint-Lambert et la rue de la Croix-Nivert.
La partie en impasse, ouverte en 1886, s'appelait à l'origine « impasse Beer » puis, vers 1900, « rue Théodore-Deck prolongée ».
Les deux parties sont réunies sous le même nom le 28 août 1997.

## Bâtiments remarquables et lieux de mémoire
- Le peintre Louis Jourdan y a vécu.